# Université Nicolas-de-Cues
L'université Nicolas-de-Cues, ou plus simplement l'université Cusano, (en italien : Università degli Studi Niccolò Cusano) est une université privée italienne, fondée en 2006. 

## Histoire
L’université Cusano fut fondée grâce à Stefano Bandecchi, un entrepreneur de Livourne. 
L'université est propriétaire depuis 2010 du club de natation Aurelia Nuoto Unicusano, fondé en 1976, et a acheté en Octobre 2014, Fondi 1922 (équipe de football).

## Campus
L'université est située à Rome (Via don Carlo Gnocchi, 3 - 00166 Roma) et dispose d'un grand campus.

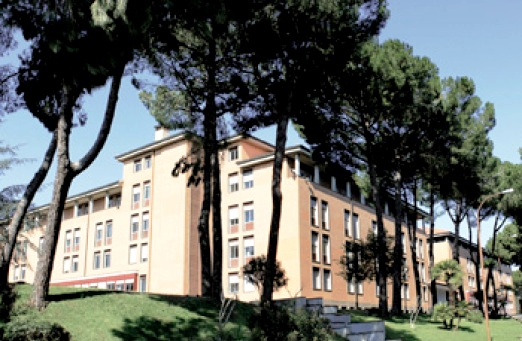
Campus

## Facultés
L'université Cusano est composée de six facultés : 
- Faculté de Sciences politiques
- Faculté de Sciences de l'éducation
- Faculté de Droit
- Faculté de Économie
- Faculté de Ingénierie
- Faculté de Psychologie

## Recteurs
- Sebastiano Scarcella (2006-2010)
- Giovanni Puoti (2010-2013)
- Fabio Fortuna (2013- )

## Professeurs de l'université Cusano
- Maurizio Costanzo
- Ilaria Cavo
- Luciano Garofano
- Learco Saporito